# Даниел фон Плесен
Даниел фон Плесен (на немски: Daniel von Plessen; * 3 януари 1606 в Хойкендорф в Гревесмюлен в Мекленбург-Предна Померания; † 8 март 1672) е благородник от род фон Плесе/Плесен от Мекленбург-Холщайн, немски служител в управлението и съветник на Мекленбург.
Той е син на Валентин фон Плесен († 1613), господар на имението Хойкендорф, и съпругата му Абел фон Оертцен (1583 – 1672), дъщеря на Яспар II фон Оертцен цу Рогов († 1618) и Маргарета фон Погвиш († 1613). Внук е на Даниел фон Плесен-Щайнхаузен († 1597/1598) и Маргарета фон Крозигк († 1625). Сестра му Левека (Луиза) фон Плесен († сл. 1672) се омежва 1632 г. за Георг фон Шак († 1633) и на 26 януари 1639 г. за Балтазар фон Плюзков.
Даниел фон Плесен се записва да следва през 1616 г. в университета в Росток, по-късно следва в Лайден, Гронинген и Оксфорд и на края на 21 октомври 1624 г. в университета в Гронинген. След това той пътува и през 1629 г. е почти една година във Франция. Той живее до 1635 г. в Хойндорф, до 1641 г. в Бьосов и Мандеров и има къща във Визмар.
През 1633 г. той става хауптман в Мекенбург. След Пражкия договор 1635 г. той се издига при херцог Адолф Фридрих I фон Мекленбург-Шверин на мекленбургски съветник и амтман на Шверин.
След една година той придружава княз Лудвиг I фон Анхалт-Кьотен в пътуването му в Северна Германия. През края на 1636 г. княз Лудвиг го приема в литературното „Плодоносно общество“ („Fruchtbringende Gesellschaft“) под Нр. 297.
През 1641 г. Плесен става дворцов майстер на принц Кристиан Лудвиг I, напуска тази служба след три години. През 1650 г. той е мекленбургски съветник. От 1653 до 1659 г. той е управител на манастир Добертин.

## Фамилия
Даниел фон Плесен се жени на 20 януари 1635 г. в имението му Хойкендорф за Доротея Елеонора фон Блументал (* ок. 1614; † сл. 1685), дъщеря на курфюрстския съветник Кристоф фон Блументал (1579 – 1624) и Доротея фон Хаке († 1620). Те имат четиринадест деца, между тях:
- Доротея Елеонора фон Плесен († сл. 1695), омъжена	1660 – 1663 г. за Корд Юрген фон Бюлов († 3 декември 1679), вдовец на Ида фо Алефелдт, син на Юрген фон Бюлов (1580 – 1639) и Анна фон дер Люе (1590 – 1620)
- Абел София фон Плесен (* 31 март 1637, Шверин; † 10 януари 1695, Щралзунд), омъжена I. на 24 май 1654 г. в Хойкендорф за Бартолд Хартвиг фон Бюлов (* 4 април 1611; † 19 ноември 1667), II. на 17 ноември 1678 г. в Мелентин, Узедом за Петер Макелиер (+ 19 март 1697, Щралзунд)
- Кристиан Зигфрид фон Плесен (* 1646; † 22 януари 1723, Хамбург), женен I. 1673 г. в Цитов за София Агнес фон Лепел (1658 – 1684), имат 6 деца, II. 1685 г. за Клара Елеонора фон Бюлов (* 1665; † 19 април 1689), дъщеря на Бартолд фон Бюлов (1620 – 1694) и Йоахима Доротея фон Шпьорк/ен (1637 – 1665), III. 1692 г. за Магдалена Хедевиг фон Халберщат